# Mirjam Weichselbraun
Mirjam Weichselbraun (født 27. september 1981 i Innsbruck, Østrig) er en østrigsk tv-vært og skuespiller.
Den 28. oktober 2014 blev Weichselbraun annonceret som vært både for den østrigsk Meldi Grand Prix og for Eurovision Song Contest 2015,. Det sidste vil hun være vært sammen med Alice Tumler og Arabella Kiesbauer på Wiener Stadthalle i Wien.